# In 't Wild
In 't Wild was een Brabantse rockband die Nederlandstalige muziek maakte.

## Geschiedenis
Het eerste album van In 't Wild was Ogen vol vuur (2001), gevolgd door Bijna thuis in 2003. Na het vertrek van zanger Luc van Hoorn en gitarist Jan van der Meijden nam de toetsenist en belangrijkste tekstschrijver Edwin van Mook plaats achter de microfoon. Met minder toetsen en gitaren stonden gitarist Antal Adriaanse, bassist Berti van Waardenburg en drummer Ton van Hooft voor de uitdaging om voor een open en tegelijkertijd vol geluid te zorgen. Dit resulteerde in het derde album, Echo uit 2006, dat net als de eerdere cd's werd uitgebracht door Munich Records. Het album werd voorafgegaan door de single "Doe jij de lichten uit".
Op Echo staan drie nummers die door Rick de Leeuw (ex-Tröckener Kecks, producer van o.a. "Blauw" van The Scene) werden geproduceerd en opgenomen in diens Satisfactory Studio te Amsterdam. De overige zes nummers zijn door de band zelf geproduceerd.
In juni 2008 werd In 't Wild opgeheven.

## Bandleden
In 't Wild bestond uit:
- Edwin van Mook - zang, toetsen
- Ton van Hooft - drums
- Berti van Waardenburg - bas
- Antal Adriaanse - gitaar

Eerdere leden waren:
- Luc van Hoorn - zang
- Jan van der Meijden - gitaar
- Marcel van Lith - gitaar

## Discografie
- Ogen vol vuur (Munich, 2001)
- Bijna thuis (Munich, 2003)
- Echo (Munich, 2006)
- Terug (compilatie) (Tal's Muziek Fabriek, 2015)